# Oxyrhopus occipitalis
Oxyrhopus occipitalis är en ormart som beskrevs av Wied-Neuwied 1824. Oxyrhopus occipitalis ingår i släktet Oxyrhopus och familjen snokar. IUCN kategoriserar arten globalt som livskraftig. Inga underarter finns listade i Catalogue of Life.
Arten förekommer i norra Sydamerika söderut till centrala Brasilien och Peru. Honor lägger ägg.